# Černá louka (přírodní rezervace)
Černá louka je přírodní rezervace v katastrálním území někdejších Habartic severně od města Krupka v okrese Teplice poblíž státní hranice s Německem. Chráněné území je ve správě Krajského úřadu Ústeckého kraje.

## Předmět ochrany
Předmětem ochrany jsou zbytky vlhkých až rašelinných horských luk v nadmořské výšce 690–760 m v povodí Černého potoka s výskytem řady chráněných a ohrožených rostlinných a živočišných druhů (např. lilie cibulkonosná, tučnice obecná, prstnatec májový, všivec mokřadní, vrba plazivá, tetřívek obecný, bekasina otavní). Přírodní rezervace představuje ohrožený ekosystém, dříve typický pro náhorní plošinu východní části Krušných hor.
K optimalizaci vodního režimu poškozeného melioračními zásahy, k zvýšení retenční schopnosti krajiny a k obnově přirozených odtokových poměrů a retenčního prostoru bylo území ve dvou etapách revitalizováno. V letech 2001–2003 došlo k obnovení dvou úseků původního koryta a vytvoření 21 tůní. V letech 2008-2010 v rámci projektu Revitalizace Černého potoka a jeho přítoků v PR Černá louka byly vytvořeny přehrážky na zmeliorovaném toku a odvedení toku novým korytem.